# Гентон
Гентон (Gento, Genzo, † пр. 477) е третият или четвъртият, най-малкият син, на вандалския крал Гейзерик.

## Биография
Произлиза от фамилията Хасдинги (или Асдинги). По-малък брат е на крал Хунерик († 484) и на принцовете Теодорих († 451) и Теодрик († 479/481).
Гентон е флотски комадир при баща си. През 468 г. той има успех при нападението на византийската флота и потопява вражеския кораб на легат Йоханес. Гентон обещава на Йоханес почтено пленство, но той предпочел да скочи в морето. Гентон умира в боеве преди 477 г.

## Фамилия
Гентон се жени за Еврика, готска принцеса, и има най-малко четири деца, от които Гунтамунд и Тразамунд стават крале на вандалите.